# Ribton
Ribton var en civil parish 1866–1934 när det uppgick i Camerton, i grevskapet Cumbria i England. Civil parish var belägen 6 km från Workington och hade 17 invånare år 1931.